# Passerida
I Passeridi (Passerida Nitzsch, 1820) sono un infraordine di uccelli canori passeriformi che comprende oltre 3500 specie, circa il 36% di tutte le specie di uccelli esistenti.

## Evoluzione
Stando ai risultati di recenti studi molecolari i Passeridi cominciarono la loro evoluzione nel Cretaceo superiore, anche se i primi resti fossili disponibili risalgono al primo Eocene in Australia e al tardo Oligocene in Europa.

La prima fase della loro evoluzione si svolse in Australasia, da cui partirono successivamente diverse ondate di radiazione. Sebbene sia verosimile che il raggruppamento si fosse evoluto già nel primo Terziario, la diffusione alle isole del sud-est asiatico e successivamente alla terraferma sarebbe potuta avvenire solo dopo l'avvicinamento della placca tettonica australiana alla placca euroasiatica, probabilmente nel tardo Oligocene e nel Miocene.

## Distribuzione e habitat
Le specie dell'infraordine Passerida hanno distribuzione pressoché cosmopolita essendo diffuse in tutti i continenti eccetto l'Antartide.

## Biologia
Il raggruppamento si è evoluto da specie con abitudini alimentari prettamente insettivore, ma contempla una ampia varietà di specie granivore, frugivore, nettarivore e onnivore.

## Tassonomia
La classificazione degli uccelli di Sibley e Ahlquist del 1990 proponeva la suddivisione dei Passeridi in tre grandi superfamiglie: Muscicapoidea, Sylvioidea e Passeroidea.
Sebbene in linea generale il carattere monofiletico del raggruppamento sia stato confermato da parecchi studi successivi, non tutte le famiglie incluse nei Passerida da Sibley risultano attualmente farne parte. Per esempio, studi basati sull'analisi molecolare del DNA suggeriscono che la famiglia Paramythiidae della Nuova Guinea, attribuita ai Passerida da Sibley, è in realtà da considerare nel clade dei ‘‘core Corvoidea”; allo stesso raggruppamento sembrano appartenere i Vangidae del Madagascar.

Nuove acquisizioni hanno inoltre parzialmente modificato i confini delle tre suddette superfamiglie, così come definiti da Sibley e Ahlquist.

La superfamiglia Passeroidea, la monofilia del cui nucleo centrale risulta sostanzialmente confermata, si è estesa a comprendere le famiglie Modulatricidae, Promeropidae, Irenidae e Chloropseidae, considerate come rami basali della radiazione.

Sostanzialmente confermato è anche il carattere monofiletico del raggruppamento dei Muscicapoidea da cui però è stata esclusa la famiglia Bombycillidae, che attualmente è considerata in una superfamiglia a sé stante (Bombycilloidea) assieme a Dulidae, Hypocoliidae, Hylocitreidae, Ptiliogonatidae e Mohoidae.

La fisionomia del raggruppamento dei Sylvioidea è quella che ha subito maggiori modificazioni rispetto alla circoscrizione definita da Sibley e Ahlquist, essendo risultata largamente polifiletica. Molte delle famiglie attribuitele dalla vecchia classificazione sono attualmente inquadrate in superfamiglie di nuova introduzione quali la superfamiglia Paroidea (che comprende Remizidae, Paridae e Stenostiridae) e la superfamiglia Certhioidea (a cui vengono attribuite Certhiidae, Sittidae, Troglodytidae e Polioptilidae). Di contro la famiglia Erythrocercidae che la vecchia classificazione attribuiva ai Corvida, fa parte a tutti gli effetti della radiazione dei Passerida e viene attualmente attribuita ai Sylvioidei.

Studi recenti, basati su analisi molecolari del DNA, hanno infine messo in evidenza una parentela tra alcuni generi enigmatici quali Eupetes, Picathartes e Chaetops. Ciascuno dei suddetti tre generi è attualmente collocato dal Congresso Ornitologico Internazionale in una famiglia monotipica (rispettivamente Eupetidae, Chaetopidae e Picathartidae). Le tre famiglie sono attualmente considerate come un gruppo basale nell'albero filogenetico dei Passerida, per il quale è stato proposto il rango di superfamiglia (Picathartoidea).

### Superfamiglie
L'infraordine Passerida comprende pertanto 13 superfamiglie e 74 famiglie:
- superfamiglia Callaeoidea
  - famiglia Notiomystidae Driskell et al., 2007 (1 specie)
  - famiglia Callaeidae Sundevall, 1836 (5 spp.)
- superfamiglia Melanocharitoidea
  - famiglia Melanocharitidae Sibley & Ahlquist, 1985 (10 spp.)
- superfamiglia Cnemophiloidea
  - famiglia Cnemophilidae Mayr, 1962 (3 spp.)
- superfamiglia Petroicoidea
  - famiglia Petroicidae Mathews, 1919 (47 spp.)
- superfamiglia Picathartoidea
  - famiglia Picathartidae Lowe, 1938 (2 spp.)
  - famiglia Chaetopidae  (2 sp.)
  - famiglia Eupetidae Bonaparte, 1850 (1 sp.)
- superfamiglia Hyliotoidea
  - famiglia Hyliotidae  (4 spp.)
- superfamiglia Paroidea
  - famiglia Remizidae Olphe-Galliard, 1891 (11 spp.)
  - famiglia Paridae Vigors, 1825 (61 spp.)
  - famiglia Stenostiridae Beresford et al., 2005 (9 spp.)
- superfamiglia Sylvioidea
  - famiglia Panuridae Des Murs, 1860 (1 sp.)
  - famiglia Nicatoridae  (3 spp.)
  - famiglia Alaudidae Vigors, 1825 (98 spp.)
  - famiglia Pycnonotidae Gray, 1840 (151 spp.)
  - famiglia Hirundinidae Vigors, 1825 (88 spp.)
  - famiglia Pnoepygidae Gray, 1840 (5 spp.)
  - famiglia Macrosphenidae Fregin, Haase, Olsson and Alström, 2012 (18 spp.)
  - famiglia Cettiidae Alström, Ericson, Olsson & Sundberg, 2006 (32 spp.)
  - famiglia Scotocercidae Fregin, Haase, Olsson and Alström, 2012 (1 sp.)
  - famiglia Erythrocercidae Fregin, Haase, Olsson and Alström, 2012 (3 spp.)
  - famiglia Aegithalidae Reichenbach, 1850 (13 spp.)
  - famiglia Phylloscopidae Alström et al., 2006 (77 spp.)
  - famiglia Acrocephalidae Salvin, 1882 (61 spp.)
  - famiglia Locustellidae Bonaparte, 1854 (59 spp.)
  - famiglia Donacobiidae Aleixo & Pacheco, 2007 (1 sp.)
  - famiglia Bernieridae Cibois, David, Gregory & Pasquet, 2010 (11 spp.)
  - famiglia Cisticolidae Sundevall, 1872 (159 spp.)
  - famiglia Timaliidae Vigors & Horsfield, 1827 (56 spp.)
  - famiglia Pellorneidae Delacour, 1946 (69 spp.)
  - famiglia Leiothrichidae Swainson, 1832 (133 spp.)
  - famiglia Sylviidae Vigors, 1825 (70 spp.)
  - famiglia Zosteropidae Bonaparte, 1856 (128 spp.)
  - incertae sedis (3 spp.: Graueria vittata, Hylia prasina, Pholidornis rushiae)
- superfamigla Reguloidea
  - famiglia Regulidae Vigors, 1825 (6 spp.)
- superfamiglia Bombycilloidea
  - famiglia Dulidae Sclater, 1862 (1 sp.)
  - famiglia Hypocoliidae Delacour & Amadon, 1949 (1 sp.)
  - famiglia Hylocitreidae  (1 sp.)
  - famiglia Mohoidae Fleischer, James and Olson, 2008 † (5 spp.)
  - famiglia Bombycillidae Swainson, 1831 (3 spp.)
  - famiglia Ptiliogonatidae Baird, 1858 (4 spp.)
- superfamiglia Certhioidea
  - famiglia Certhiidae Leach, 1820 (10 spp.)
  - famiglia Sittidae Lesson, 1828 (28 spp.)
  - famiglia Troglodytidae Swainson, 1831 (84 spp.)
  - famiglia Polioptilidae S.F. Baird, 1858 (17 spp.)
  - famiglia Tichodromidae Swainson, 1827 (1 sp.)
- superfamiglia Muscicapoidea
  - famiglia Buphagidae Lesson, 1828 (2 spp.)
  - famiglia Mimidae Bonaparte, 1853 (34 spp.)
  - famiglia Sturnidae Rafinesque, 1815 (123 spp.)
  - famiglia Cinclidae Borkhausen, 1797 (5 spp.)
  - famiglia Turdidae Rafinesque, 1815 (171 spp.)
  - famiglia Muscicapidae Vigors, 1825 (321 spp.)
- superfamiglia Passeroidea
  - famiglia Modulatricidae  (3 spp.)
  - famiglia Promeropidae Vigors, 1825 (2 spp.)
  - famiglia Irenidae Jerdon, 1863 (2 spp.)
  - famiglia Chloropseidae Wetmore, 1960 (11 spp.)
  - famiglia Dicaeidae Bonaparte (48 spp.)
  - famiglia Nectariniidae Vigors, 1825 (145 spp.)
  - famiglia Passeridae Illiger, 1811 (43 spp.)
  - famiglia Ploceidae Sundevall, 1836 (117 spp.)
  - famiglia Estrildidae Bonaparte, 1850 (141 spp.)
  - famiglia Viduidae Cabanis, 1841 (20 spp.)
  - famiglia Peucedramidae Wolters, 1980 (1 sp.)
  - famiglia Prunellidae Richmond, 1908 (13 spp.)
  - famiglia Motacillidae Horsfield, 1821 (68 spp.)
  - famiglia Urocynchramidae Domaniewski, 1918 (1 sp.)
  - famiglia Fringillidae Leach, 1820 (228 spp.)
  - famiglia Calcariidae Ridgway, 1901 (6 spp.)
  - famiglia Rhodinocichlidae Ridgway, 1902 (1 sp.)
  - famiglia Emberizidae Vigors, 1831 (44 spp.)
  - famiglia Passerellidae Cabanis & Heine, 1850 (136 spp.)
  - famiglia Calyptophilidae Ridgway, 1907 (1 sp.)
  - famiglia Phaenicophilidae Sclater, 1886 (4 spp.)
  - famiglia Nesospingidae Barker et al., 2013 (1 sp.)
  - famiglia Spindalidae Barker et al., 2013 (4 spp.)
  - famiglia Zeledoniidae Ridgway, 1907 (1 sp.)
  - famiglia Teretistridae Baird, 1864 (2 spp.)
  - famiglia Icteriidae Baird, 1858 (1 sp.)
  - famiglia Icteridae Vigors, 1825 (109 spp.)
  - famiglia Parulidae Wetmore et al., 1947 (119 spp.)
  - famiglia Mitrospingidae Barker et al., 2013 (4 spp.)
  - famiglia Cardinalidae Ridgway, 1901 (53 spp.)
  - famiglia Thraupidae Cabanis, 1847 (384 spp.)

#### Filogenesi
Il seguente albero filogenetico segue lo studio di Oliveros et al., mentre le famiglie seguono la denominazione applicata dalla International Ornothologists' Union. Per Sylviida, Muscicapida e Passerida si rimanda alle rispettive voci.
|  | Cnemophilidae |
|  |               |

|  | Melanocharitidae |
|  |                  |

|  | \| \| Callaeidae \| \| \| \| \| \| Notiomystidae \| \| \| \| |
|  |                                                              |
|  | Callaeidae                                                   |
|  |                                                              |
|  | Notiomystidae                                                |
|  |                                                              |

|  | Callaeidae    |
|  |               |
|  | Notiomystidae |
|  |               |

|  | Eupetidae                                                     |
|  |                                                               |
|  | \| \| Chaetopidae \| \| \| \| \| \| Picathartidae \| \| \| \| |
|  |                                                               |
|  | Chaetopidae                                                   |
|  |                                                               |
|  | Picathartidae                                                 |
|  |                                                               |

|  | Chaetopidae   |
|  |               |
|  | Picathartidae |
|  |               |

|  | Eupetidae                                                     |
|  |                                                               |
|  | \| \| Chaetopidae \| \| \| \| \| \| Picathartidae \| \| \| \| |
|  |                                                               |
|  | Chaetopidae                                                   |
|  |                                                               |
|  | Picathartidae                                                 |
|  |                                                               |

|  | Chaetopidae   |
|  |               |
|  | Picathartidae |
|  |               |

|  | Sylviida |
|  |          |

|  | Muscicapida |
|  |             |
|  | Passerida   |
|  |             |

|  | Sylviida |
|  |          |

|  | Muscicapida |
|  |             |
|  | Passerida   |
|  |             |

|  | Eupetidae                                                     |
|  |                                                               |
|  | \| \| Chaetopidae \| \| \| \| \| \| Picathartidae \| \| \| \| |
|  |                                                               |
|  | Chaetopidae                                                   |
|  |                                                               |
|  | Picathartidae                                                 |
|  |                                                               |

|  | Chaetopidae   |
|  |               |
|  | Picathartidae |
|  |               |

|  | Eupetidae                                                     |
|  |                                                               |
|  | \| \| Chaetopidae \| \| \| \| \| \| Picathartidae \| \| \| \| |
|  |                                                               |
|  | Chaetopidae                                                   |
|  |                                                               |
|  | Picathartidae                                                 |
|  |                                                               |

|  | Chaetopidae   |
|  |               |
|  | Picathartidae |
|  |               |

|  | Sylviida |
|  |          |

|  | Muscicapida |
|  |             |
|  | Passerida   |
|  |             |

|  | Sylviida |
|  |          |

|  | Muscicapida |
|  |             |
|  | Passerida   |
|  |             |

|  | \| \| Callaeidae \| \| \| \| \| \| Notiomystidae \| \| \| \| |
|  |                                                              |
|  | Callaeidae                                                   |
|  |                                                              |
|  | Notiomystidae                                                |
|  |                                                              |

|  | Callaeidae    |
|  |               |
|  | Notiomystidae |
|  |               |

|  | Eupetidae                                                     |
|  |                                                               |
|  | \| \| Chaetopidae \| \| \| \| \| \| Picathartidae \| \| \| \| |
|  |                                                               |
|  | Chaetopidae                                                   |
|  |                                                               |
|  | Picathartidae                                                 |
|  |                                                               |

|  | Chaetopidae   |
|  |               |
|  | Picathartidae |
|  |               |

|  | Eupetidae                                                     |
|  |                                                               |
|  | \| \| Chaetopidae \| \| \| \| \| \| Picathartidae \| \| \| \| |
|  |                                                               |
|  | Chaetopidae                                                   |
|  |                                                               |
|  | Picathartidae                                                 |
|  |                                                               |

|  | Chaetopidae   |
|  |               |
|  | Picathartidae |
|  |               |

|  | Sylviida |
|  |          |

|  | Muscicapida |
|  |             |
|  | Passerida   |
|  |             |

|  | Sylviida |
|  |          |

|  | Muscicapida |
|  |             |
|  | Passerida   |
|  |             |

|  | Eupetidae                                                     |
|  |                                                               |
|  | \| \| Chaetopidae \| \| \| \| \| \| Picathartidae \| \| \| \| |
|  |                                                               |
|  | Chaetopidae                                                   |
|  |                                                               |
|  | Picathartidae                                                 |
|  |                                                               |

|  | Chaetopidae   |
|  |               |
|  | Picathartidae |
|  |               |

|  | Eupetidae                                                     |
|  |                                                               |
|  | \| \| Chaetopidae \| \| \| \| \| \| Picathartidae \| \| \| \| |
|  |                                                               |
|  | Chaetopidae                                                   |
|  |                                                               |
|  | Picathartidae                                                 |
|  |                                                               |

|  | Chaetopidae   |
|  |               |
|  | Picathartidae |
|  |               |

|  | Sylviida |
|  |          |

|  | Muscicapida |
|  |             |
|  | Passerida   |
|  |             |

|  | Sylviida |
|  |          |

|  | Muscicapida |
|  |             |
|  | Passerida   |
|  |             |

|  | Melanocharitidae |
|  |                  |

|  | \| \| Callaeidae \| \| \| \| \| \| Notiomystidae \| \| \| \| |
|  |                                                              |
|  | Callaeidae                                                   |
|  |                                                              |
|  | Notiomystidae                                                |
|  |                                                              |

|  | Callaeidae    |
|  |               |
|  | Notiomystidae |
|  |               |

|  | Eupetidae                                                     |
|  |                                                               |
|  | \| \| Chaetopidae \| \| \| \| \| \| Picathartidae \| \| \| \| |
|  |                                                               |
|  | Chaetopidae                                                   |
|  |                                                               |
|  | Picathartidae                                                 |
|  |                                                               |

|  | Chaetopidae   |
|  |               |
|  | Picathartidae |
|  |               |

|  | Eupetidae                                                     |
|  |                                                               |
|  | \| \| Chaetopidae \| \| \| \| \| \| Picathartidae \| \| \| \| |
|  |                                                               |
|  | Chaetopidae                                                   |
|  |                                                               |
|  | Picathartidae                                                 |
|  |                                                               |

|  | Chaetopidae   |
|  |               |
|  | Picathartidae |
|  |               |

|  | Sylviida |
|  |          |

|  | Muscicapida |
|  |             |
|  | Passerida   |
|  |             |

|  | Sylviida |
|  |          |

|  | Muscicapida |
|  |             |
|  | Passerida   |
|  |             |

|  | Eupetidae                                                     |
|  |                                                               |
|  | \| \| Chaetopidae \| \| \| \| \| \| Picathartidae \| \| \| \| |
|  |                                                               |
|  | Chaetopidae                                                   |
|  |                                                               |
|  | Picathartidae                                                 |
|  |                                                               |

|  | Chaetopidae   |
|  |               |
|  | Picathartidae |
|  |               |

|  | Eupetidae                                                     |
|  |                                                               |
|  | \| \| Chaetopidae \| \| \| \| \| \| Picathartidae \| \| \| \| |
|  |                                                               |
|  | Chaetopidae                                                   |
|  |                                                               |
|  | Picathartidae                                                 |
|  |                                                               |

|  | Chaetopidae   |
|  |               |
|  | Picathartidae |
|  |               |

|  | Sylviida |
|  |          |

|  | Muscicapida |
|  |             |
|  | Passerida   |
|  |             |

|  | Sylviida |
|  |          |

|  | Muscicapida |
|  |             |
|  | Passerida   |
|  |             |

|  | \| \| Callaeidae \| \| \| \| \| \| Notiomystidae \| \| \| \| |
|  |                                                              |
|  | Callaeidae                                                   |
|  |                                                              |
|  | Notiomystidae                                                |
|  |                                                              |

|  | Callaeidae    |
|  |               |
|  | Notiomystidae |
|  |               |

|  | Eupetidae                                                     |
|  |                                                               |
|  | \| \| Chaetopidae \| \| \| \| \| \| Picathartidae \| \| \| \| |
|  |                                                               |
|  | Chaetopidae                                                   |
|  |                                                               |
|  | Picathartidae                                                 |
|  |                                                               |

|  | Chaetopidae   |
|  |               |
|  | Picathartidae |
|  |               |

|  | Eupetidae                                                     |
|  |                                                               |
|  | \| \| Chaetopidae \| \| \| \| \| \| Picathartidae \| \| \| \| |
|  |                                                               |
|  | Chaetopidae                                                   |
|  |                                                               |
|  | Picathartidae                                                 |
|  |                                                               |

|  | Chaetopidae   |
|  |               |
|  | Picathartidae |
|  |               |

|  | Sylviida |
|  |          |

|  | Muscicapida |
|  |             |
|  | Passerida   |
|  |             |

|  | Sylviida |
|  |          |

|  | Muscicapida |
|  |             |
|  | Passerida   |
|  |             |

|  | Eupetidae                                                     |
|  |                                                               |
|  | \| \| Chaetopidae \| \| \| \| \| \| Picathartidae \| \| \| \| |
|  |                                                               |
|  | Chaetopidae                                                   |
|  |                                                               |
|  | Picathartidae                                                 |
|  |                                                               |

|  | Chaetopidae   |
|  |               |
|  | Picathartidae |
|  |               |

|  | Eupetidae                                                     |
|  |                                                               |
|  | \| \| Chaetopidae \| \| \| \| \| \| Picathartidae \| \| \| \| |
|  |                                                               |
|  | Chaetopidae                                                   |
|  |                                                               |
|  | Picathartidae                                                 |
|  |                                                               |

|  | Chaetopidae   |
|  |               |
|  | Picathartidae |
|  |               |

|  | Sylviida |
|  |          |

|  | Muscicapida |
|  |             |
|  | Passerida   |
|  |             |

|  | Sylviida |
|  |          |

|  | Muscicapida |
|  |             |
|  | Passerida   |
|  |             |

|  | Cnemophilidae |
|  |               |

|  | Melanocharitidae |
|  |                  |

|  | \| \| Callaeidae \| \| \| \| \| \| Notiomystidae \| \| \| \| |
|  |                                                              |
|  | Callaeidae                                                   |
|  |                                                              |
|  | Notiomystidae                                                |
|  |                                                              |

|  | Callaeidae    |
|  |               |
|  | Notiomystidae |
|  |               |

|  | Eupetidae                                                     |
|  |                                                               |
|  | \| \| Chaetopidae \| \| \| \| \| \| Picathartidae \| \| \| \| |
|  |                                                               |
|  | Chaetopidae                                                   |
|  |                                                               |
|  | Picathartidae                                                 |
|  |                                                               |

|  | Chaetopidae   |
|  |               |
|  | Picathartidae |
|  |               |

|  | Eupetidae                                                     |
|  |                                                               |
|  | \| \| Chaetopidae \| \| \| \| \| \| Picathartidae \| \| \| \| |
|  |                                                               |
|  | Chaetopidae                                                   |
|  |                                                               |
|  | Picathartidae                                                 |
|  |                                                               |

|  | Chaetopidae   |
|  |               |
|  | Picathartidae |
|  |               |

|  | Sylviida |
|  |          |

|  | Muscicapida |
|  |             |
|  | Passerida   |
|  |             |

|  | Sylviida |
|  |          |

|  | Muscicapida |
|  |             |
|  | Passerida   |
|  |             |

|  | Eupetidae                                                     |
|  |                                                               |
|  | \| \| Chaetopidae \| \| \| \| \| \| Picathartidae \| \| \| \| |
|  |                                                               |
|  | Chaetopidae                                                   |
|  |                                                               |
|  | Picathartidae                                                 |
|  |                                                               |

|  | Chaetopidae   |
|  |               |
|  | Picathartidae |
|  |               |

|  | Eupetidae                                                     |
|  |                                                               |
|  | \| \| Chaetopidae \| \| \| \| \| \| Picathartidae \| \| \| \| |
|  |                                                               |
|  | Chaetopidae                                                   |
|  |                                                               |
|  | Picathartidae                                                 |
|  |                                                               |

|  | Chaetopidae   |
|  |               |
|  | Picathartidae |
|  |               |

|  | Sylviida |
|  |          |

|  | Muscicapida |
|  |             |
|  | Passerida   |
|  |             |

|  | Sylviida |
|  |          |

|  | Muscicapida |
|  |             |
|  | Passerida   |
|  |             |

|  | \| \| Callaeidae \| \| \| \| \| \| Notiomystidae \| \| \| \| |
|  |                                                              |
|  | Callaeidae                                                   |
|  |                                                              |
|  | Notiomystidae                                                |
|  |                                                              |

|  | Callaeidae    |
|  |               |
|  | Notiomystidae |
|  |               |

|  | Eupetidae                                                     |
|  |                                                               |
|  | \| \| Chaetopidae \| \| \| \| \| \| Picathartidae \| \| \| \| |
|  |                                                               |
|  | Chaetopidae                                                   |
|  |                                                               |
|  | Picathartidae                                                 |
|  |                                                               |

|  | Chaetopidae   |
|  |               |
|  | Picathartidae |
|  |               |

|  | Eupetidae                                                     |
|  |                                                               |
|  | \| \| Chaetopidae \| \| \| \| \| \| Picathartidae \| \| \| \| |
|  |                                                               |
|  | Chaetopidae                                                   |
|  |                                                               |
|  | Picathartidae                                                 |
|  |                                                               |

|  | Chaetopidae   |
|  |               |
|  | Picathartidae |
|  |               |

|  | Sylviida |
|  |          |

|  | Muscicapida |
|  |             |
|  | Passerida   |
|  |             |

|  | Sylviida |
|  |          |

|  | Muscicapida |
|  |             |
|  | Passerida   |
|  |             |

|  | Eupetidae                                                     |
|  |                                                               |
|  | \| \| Chaetopidae \| \| \| \| \| \| Picathartidae \| \| \| \| |
|  |                                                               |
|  | Chaetopidae                                                   |
|  |                                                               |
|  | Picathartidae                                                 |
|  |                                                               |

|  | Chaetopidae   |
|  |               |
|  | Picathartidae |
|  |               |

|  | Eupetidae                                                     |
|  |                                                               |
|  | \| \| Chaetopidae \| \| \| \| \| \| Picathartidae \| \| \| \| |
|  |                                                               |
|  | Chaetopidae                                                   |
|  |                                                               |
|  | Picathartidae                                                 |
|  |                                                               |

|  | Chaetopidae   |
|  |               |
|  | Picathartidae |
|  |               |

|  | Sylviida |
|  |          |

|  | Muscicapida |
|  |             |
|  | Passerida   |
|  |             |

|  | Sylviida |
|  |          |

|  | Muscicapida |
|  |             |
|  | Passerida   |
|  |             |

|  | Melanocharitidae |
|  |                  |

|  | \| \| Callaeidae \| \| \| \| \| \| Notiomystidae \| \| \| \| |
|  |                                                              |
|  | Callaeidae                                                   |
|  |                                                              |
|  | Notiomystidae                                                |
|  |                                                              |

|  | Callaeidae    |
|  |               |
|  | Notiomystidae |
|  |               |

|  | Eupetidae                                                     |
|  |                                                               |
|  | \| \| Chaetopidae \| \| \| \| \| \| Picathartidae \| \| \| \| |
|  |                                                               |
|  | Chaetopidae                                                   |
|  |                                                               |
|  | Picathartidae                                                 |
|  |                                                               |

|  | Chaetopidae   |
|  |               |
|  | Picathartidae |
|  |               |

|  | Eupetidae                                                     |
|  |                                                               |
|  | \| \| Chaetopidae \| \| \| \| \| \| Picathartidae \| \| \| \| |
|  |                                                               |
|  | Chaetopidae                                                   |
|  |                                                               |
|  | Picathartidae                                                 |
|  |                                                               |

|  | Chaetopidae   |
|  |               |
|  | Picathartidae |
|  |               |

|  | Sylviida |
|  |          |

|  | Muscicapida |
|  |             |
|  | Passerida   |
|  |             |

|  | Sylviida |
|  |          |

|  | Muscicapida |
|  |             |
|  | Passerida   |
|  |             |

|  | Eupetidae                                                     |
|  |                                                               |
|  | \| \| Chaetopidae \| \| \| \| \| \| Picathartidae \| \| \| \| |
|  |                                                               |
|  | Chaetopidae                                                   |
|  |                                                               |
|  | Picathartidae                                                 |
|  |                                                               |

|  | Chaetopidae   |
|  |               |
|  | Picathartidae |
|  |               |

|  | Eupetidae                                                     |
|  |                                                               |
|  | \| \| Chaetopidae \| \| \| \| \| \| Picathartidae \| \| \| \| |
|  |                                                               |
|  | Chaetopidae                                                   |
|  |                                                               |
|  | Picathartidae                                                 |
|  |                                                               |

|  | Chaetopidae   |
|  |               |
|  | Picathartidae |
|  |               |

|  | Sylviida |
|  |          |

|  | Muscicapida |
|  |             |
|  | Passerida   |
|  |             |

|  | Sylviida |
|  |          |

|  | Muscicapida |
|  |             |
|  | Passerida   |
|  |             |

|  | \| \| Callaeidae \| \| \| \| \| \| Notiomystidae \| \| \| \| |
|  |                                                              |
|  | Callaeidae                                                   |
|  |                                                              |
|  | Notiomystidae                                                |
|  |                                                              |

|  | Callaeidae    |
|  |               |
|  | Notiomystidae |
|  |               |

|  | Eupetidae                                                     |
|  |                                                               |
|  | \| \| Chaetopidae \| \| \| \| \| \| Picathartidae \| \| \| \| |
|  |                                                               |
|  | Chaetopidae                                                   |
|  |                                                               |
|  | Picathartidae                                                 |
|  |                                                               |

|  | Chaetopidae   |
|  |               |
|  | Picathartidae |
|  |               |

|  | Eupetidae                                                     |
|  |                                                               |
|  | \| \| Chaetopidae \| \| \| \| \| \| Picathartidae \| \| \| \| |
|  |                                                               |
|  | Chaetopidae                                                   |
|  |                                                               |
|  | Picathartidae                                                 |
|  |                                                               |

|  | Chaetopidae   |
|  |               |
|  | Picathartidae |
|  |               |

|  | Sylviida |
|  |          |

|  | Muscicapida |
|  |             |
|  | Passerida   |
|  |             |

|  | Sylviida |
|  |          |

|  | Muscicapida |
|  |             |
|  | Passerida   |
|  |             |

|  | Eupetidae                                                     |
|  |                                                               |
|  | \| \| Chaetopidae \| \| \| \| \| \| Picathartidae \| \| \| \| |
|  |                                                               |
|  | Chaetopidae                                                   |
|  |                                                               |
|  | Picathartidae                                                 |
|  |                                                               |

|  | Chaetopidae   |
|  |               |
|  | Picathartidae |
|  |               |

|  | Eupetidae                                                     |
|  |                                                               |
|  | \| \| Chaetopidae \| \| \| \| \| \| Picathartidae \| \| \| \| |
|  |                                                               |
|  | Chaetopidae                                                   |
|  |                                                               |
|  | Picathartidae                                                 |
|  |                                                               |

|  | Chaetopidae   |
|  |               |
|  | Picathartidae |
|  |               |

|  | Sylviida |
|  |          |

|  | Muscicapida |
|  |             |
|  | Passerida   |
|  |             |

|  | Sylviida |
|  |          |

|  | Muscicapida |
|  |             |
|  | Passerida   |
|  |             |